# Parigi-Roubaix 2002
La Parigi-Roubaix 2002, edizione del centenario della corsa e valida come terzo evento della Coppa del mondo di ciclismo su strada 2002, venne disputata il 14 aprile 2002, per un percorso totale di 261 km. Fu vinta dal belga Johan Museeuw, al traguardo con il tempo di 6h39'08" alla media di 39.235 km/h.
Presero il via da Compiègne 190 corridori, in rappresentanza di 25 squadre; 41 di essi portarono a termine il percorso.

## Squadre partecipanti
| N.      | Cod. | Squadra                          |
| ------- | ---- | -------------------------------- |
| 1-8     | DFF  | Domo-Farm Frites                 |
| 11-18   | MAP  | Mapei-Quick Step                 |
| 21-28   | LAM  | Lampre-Daikin                    |
| 31-38   | LOT  | Lotto-Adecco                     |
| 41-48   | INA  | Index-Alexia                     |
| 51-58   | TAC  | Tacconi Sport-Emmegi             |
| 61-68   | COF  | Cofidis, le Crédit par Téléphone |
| 71-78   | RAB  | Rabobank                         |
| 81-88   | COA  | Team Coast                       |
| 91-98   | CST  | CSC-Tiscali                      |
| 101-108 | USP  | US Postal Service                |
| 111-118 | EUS  | Euskaltel-Euskadi                |
| 121-128 | FDJ  | La Française des Jeux            |

| N.      | Cod. | Squadra                          |
| ------- | ---- | -------------------------------- |
| 131-138 | FAS  | Fassa Bortolo                    |
| 141-148 | TEL  | Team Telekom                     |
| 151-158 | C.A  | Crédit Agricole                  |
| 161-168 | SAE  | Saeco M. per Caffè-Longoni Sport |
| 171-178 | GST  | Gerolsteiner                     |
| 181-188 | BJR  | Bonjour                          |
| 191-198 | ONC  | ONCE-Eroski                      |
| 201-208 | A2R  | AG2R Prévoyance                  |
| 211-218 | KEL  | Kelme-Costa Blanca               |
| 221-228 | DEL  | Jean Delatour                    |
| 231-238 | BIG  | BigMat-Auber 93                  |
| 241-248 | SAI  | Saint Quentin-Oktos              |

## Ordine d'arrivo (Top 10)
| Pos. | Corridore        | Squadra     | Tempo    |
| ---- | ---------------- | ----------- | -------- |
| 1    | Johan Museeuw    | Domo        | 6h39'08" |
| 2    | Steffen Wesemann | Telekom     | a 3'04"  |
| 3    | Tom Boonen       | US Postal   | a 3'08"  |
| 4    | Tristan Hoffman  | CSC-Tiscali | a 4'02"  |
| 5    | Lars Michaelsen  | Team Coast  | s.t.     |
| 6    | George Hincapie  | US Postal   | s.t.     |
| 7    | Thierry Gouvenou | BigMat      | s.t.     |
| 8    | Max van Heeswijk | Domo        | s.t.     |
| 9    | Nico Mattan      | Cofidis     | s.t.     |
| 10   | Enrico Cassani   | Domo        | s.t.     |